# Tadeusz Lipkowski

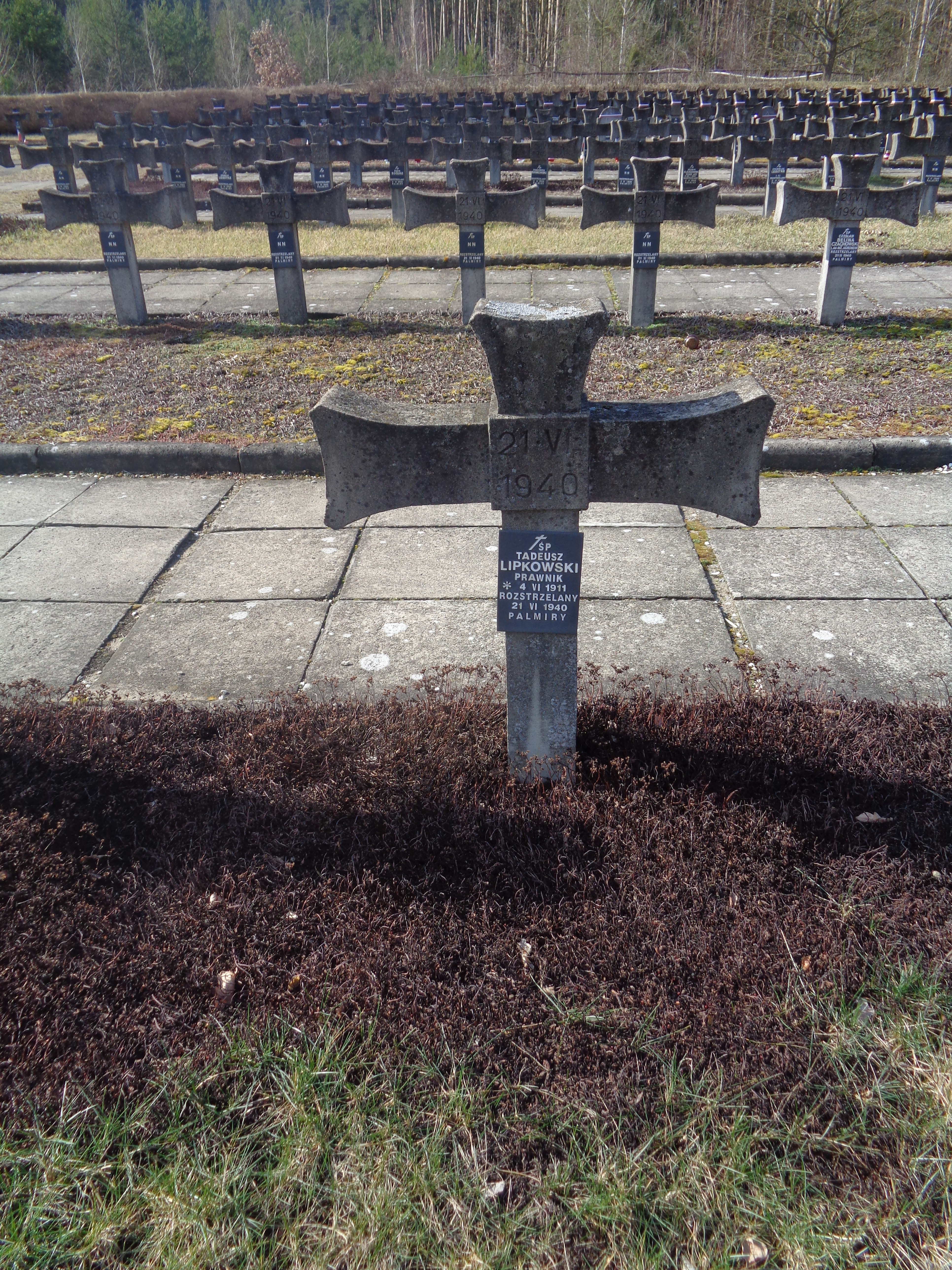
Grób Tadeusza Lipkowskiego w palmirach

Tadeusz Lipkowski (ur. 4 czerwca 1911 – rozstrzelany 20/21 czerwca 1940 roku w Palmirach) – prawnik, publicysta, współpracownik Małego Dziennika i Prosto z Mostu.
W latach 1929–1933 studiował prawo na UW, gdzie był prezesem Koła Prawników Studentów. Działał w ONR i 16 czerwca 1934 został aresztowany i trafił do Berezy. W 1935 związał się z RNR i publikował w tygodniku „Falanga“. W czasie wojny należał do NOR. Niemcy aresztowali go 19 czerwca 1940.
Osadzony na Pawiaku i w al. Szucha.
Był synem polityka i przemysłowca Stanisława Lipkowskiego.